# Diplazium taquetii
Diplazium taquetii är en majbräkenväxtart som beskrevs av Carl Frederik Albert Christensen.
Diplazium taquetii ingår i släktet Diplazium och familjen Athyriaceae. Inga underarter finns listade i Catalogue of Life.